# Paul Grice
Herbert Paul Grice, angleški jezikoslovec in filozof, * 15. marec 1913, Birmingham, Anglija, † 28. avgust 1988, Berkeley, Kalifornija, Združene države Amerike. Njegovo delo je vplivalo na filozofsko preučevanje semantike. Poznan je po teoriji smisla v jezikoslovju.

### Življenje
Paul Grice se je rodil očetu Herbertu Griceu in materi Mabel Felton v Harbournu, predmestju Birminghama v Angliji, kjer je tudi odraščal. Paulov oče je bil poslovnež in glasbenik, njegova mati pa je bila po poklicu učiteljica. Izobraževal se je najprej na Kolidžu Clifton v Bristolu in nato na kolidžu Corpus Christi Univerze v Oxfordu. Grice je nato eno leto služboval na položaju pomočnika ravnatelja v šoli Rossal School v Lanchashiru in dve leti kot višji učenjak na Kolidžu Merton, Oxford. Po treh letih službovanja se je odločil dokončati izobrazbo na Univerzi Oxford, kjer je kasneje tudi nekaj časa poučeval. Med drugo svetovno vojno je sprva služil v Atlanskem gledališču kraljeve mornarice in kasneje napredoval na položaj v vrhovnem poveljstvu mornarice. Po vojni se je uveljavil kot filozof, med drugim tudi, ko je predstavil svoje filozofske ideje na predavanjih o Williamu Jamesu na Harvardu leta 1967. Kasneje je prevzel profesuro na Berkeleyju v Kaliforniji, na kateri je ostal do svoje smrti. V Veliko Britanijo se je vrnil leta 1979, kjer je predaval o Lockovih aspektih razuma. Paul Grice je bil poročen in imel dva otroka. V prostem času je igral kriket, šah in klavir, vse v visoki meri odlike. Umrl je pri 75 letih, 28. avgusta 1988 v mestu Berkley, v Kaliforniji, Združenih državah Amerike.

### Delo
Grice je objavil le dve deli: Pomen (Meaning, 1957) in Logika in pogovor (Logic and conversation, 1967). Prvo je prevedeno v slovenščino. Številni Gricejevi eseji in prispevki so bili ponatisnjeni po njegovi smrti v knjigi Studies in the way of words (1989).
Njegovo delo je vplivalo na filozofsko preučevanje semantike. Semantika oziroma pomenoslovje je veda, ki se za razliko od semiotike ukvarja z nematerialno, pomensko platjo jezikovnega znaka. Najbolj je znan po svojem inovativnem delu na področju jezikovne filozofije, pomembno pa je prispeval tudi k metafiziki, etiki in k študiju Aristotela in Kanta. V svojem delu na področju filozofije jezika je poudarjal pomembnost analize pomena besed v okviru jezika, kar je zahtevalo večjo povezanost med semantiko na eni in psihologijo na drugi strani. Pri tem je Grice vztrajal, da je mogoče jezikovni pomen podati brez sklicevanja na jezikovna pravila in konvencije. 
Poznan je predvsem po svojem delu na področju filozofije jezika, kjer je poudarjal pomembnost analize pomena v okviru jezika, kar je zahtevalo predpostavko večje povezanosti med semantiko na eni in psihologijo na drugi strani. Pri tem je vztrajal, da je mogoče jezikovni pomen podati brez sklicevanja na jezikovna pravila in konvencije. Te koncepte je kasneje prevzela teorija govornih dejanj (Speech act theory) in so predstavljali osnovo za delitev semantike in pragmatike. Grice je v okviru svojih hipotez opredelil dve vrsti pomenov:
- »naravni pomen« – nanaša se na vse izjave, ki izražajo vzrok in posledico;
- »nenaravni pomen« – nanaša se na vse izjave, s katerimi se skuša komunicirati s poslušalcem.

#### Teorija konverzacionalne implikature (teorija smisla)
Teorijo konverzacionalne implikature je Grice objavil v delu Pomen (1957).
Osnovna ideja teorije je ločevanje pomena na dva pojma. Na nenaravni pomen, ki ni odvisen od uporabe stavkov, ter na naravni pomen, ki je razviden iz konkretne situacije govorca in je odvisen od govorčevega namena. Teorija se posveča odstopanju med klasično logiko in naravnim jezikom. Grice je menil, da logika sama kot filozofsko sredstvo ni dovolj za razumevanje jezika. Kljub temu jezik ni odvisen le od konteksta in individualnega govorca temveč je lahko sistematiziran in razložen s splošnimi pravili in načeli.

#### Sodelovalno načelo ( 4 maksime )
Griceovo sodelovalno načelo narekuje, naj udeleženec komunikacijskega stika oblikuje svoj prispevek glede na trenutno sprejeto naravnanost pogovora. V sklopu tega načela je Grice oblikoval štiri maksime komunikacije, ki spadajo na področje pragmatike. To so: količina, kakovost, ustreznost (relevantnost) in način. Upoštevanje oziroma neupoštevanje maksim
V delu Logika in pogovor (1967) Grice  navaja štiri načine upoštevanja oziroma neupoštevanja maksim: kršenje, odločanje proti, nesoglasje in izkoriščanje.
Kršenje maksim se kaže v implikativnem sporočanju. V tem tvorec ve, da naslovnik ne bo prepoznal resnice in bo razumel le površinski, dobesedni pomen. Tako namenoma navede premalo podatkov, pove kaj neresničnega, irelevantnega ali dvoumnega.
Vse izhaja iz predvidevanj o tem, kako se bo naslovnik odzval. Težko rečemo, kdaj tvorec krši in kdaj izkorišča katero maksimo. Tvorec pa lahko maksimo hkrati izkorišča in krši.
Pri neupoštevanju maksim tvorec od soudeležencev pričakuje, da bodo razbrali, kar jim je želel povedati. Namiguje na smisel, ki se razlikuje od dobesednega pomena. Tvorec torej sklepa, da soudeleženec ve, da njegovih besed ne sme razumeti dobesedno. Neupoštevanje maksim je le površinsko.

##### Kakovost:
Maksima kakovosti pogojuje uporabo resničnih in preverjenih podatkov v govorčevem prispevku.

##### Količina:
Maksima količine, ki se povezuje z maksimo kakovosti, narekuje, da mora biti tvorčev prispevek informativen.

##### Ustreznost:
Maksima relevantnosti oziroma ustreznosti zahteva od tvorca, da njegov prispevek vsebuje vsebine, ki so povezane s trenutno temo in ki bi bile lahko koristne za doseganje sporočilnega namena.

##### Način:
Maksima načina se nanaša na postopke urejanja in predstavitve besedil. V skladu z njo se mora tvorec izogibati nejasnostim in večpomenskosti. Tvorčev prispevek mora biti tudi jedrnat in tematsko urejen.

### Priznanja in nagrade
Med šolanjem na Kolidžu Clifton v Oxfordu je med drugim prejel dve odlikovanji: Classical honours moderations (1933) in Literae Humaniores (1935). Za slednje priznanje je leta 1988 na Univerzi dobil naziv častni doktorat.

### Dela
- Pomen (Meaning) (1957)
- Logic and conversation (1967)
- Studies in the way of words (1989)